# Ernst Merk
Ernst Merk (* 27. September 1903; † 12. Juni 1975) war ein deutscher Generalmajor im Zweiten Weltkrieg. Er wurde am 15. Juli 1944 als Oberst im Generalstab und Generalstabschef des III. Panzerkorps mit dem Ritterkreuz des Eisernen Kreuzes ausgezeichnet.